# Challenger de Granby 2015
El torneo Challenger Banque Nationale de Granby 2015 es un torneo profesional de tenis. Pertenece al ATP Challenger Series 2015. Se disputará su 22.ª edición sobre superficie dura, en Granby, Canadá entre el 20 al el 26 de julio de 2015.

## Jugadores participantes del cuadro de individuales
| Favorito | País                  | Jugador            | Rank1 | Posición en el torneo |
| -------- | --------------------- | ------------------ | ----- | --------------------- |
| 1        | Bandera de Alemania   | Benjamin Becker    | 54    | Primera ronda         |
| 2        | Bandera de Eslovaquia | Lukáš Lacko        | 93    | Primera ronda         |
| 3        | Bandera de Japón      | Go Soeda           | 108   | Segunda ronda         |
| 4        | Bandera de Japón      | Yoshihito Nishioka | 143   | Semifinales           |
| 5        | Bandera de Australia  | John-Patrick Smith | 153   | Baja                  |
| 6        | Bandera de Bélgica    | Maxime Authom      | 172   | Primera ronda, retiro |
| 7        | Bandera de Italia     | Matteo Donati      | 183   | Semifinales           |
| 8        | Bandera de Barbados   | Darian King        | 196   | Segunda ronda         |

- 1 Se ha tomado en cuenta el ranking del 13 de julio de 2015.

### Otros participantes
Los siguientes jugadores recibieron una invitación (wild card), por lo tanto ingresan directamente al cuadro principal (WC):
- Isade Juneau
- Pavel Krainik
- Brayden Schnur
- Denis Shapovalov

Los siguientes jugadores ingresan al cuadro principal tras disputar el cuadro clasificatorio (Q):
- Félix Auger-Aliassime
- Nikita Kryvonos
- Raymond Sarmiento
- Andrew Whittington

## Campeones

### Individual Masculino
- Vincent Millot derrotó en la final a  Philip Bester, 6–4, 6–4

### Dobles Masculino
- Philip Bester /  Peter Polansky derrotaron en la final a  Enzo Couacaud /  Luke Saville, 6–7(5–7), 7–6(7–2), [10–7]